# Potamophylax millenii
Potamophylax millenii là một loài Trichoptera trong họ Limnephilidae. Chúng phân bố ở miền Cổ bắc.